# Simone Borrelli
Simone Borrelli (Crotone, 5 novembre 1985) è un attore, regista, cantautore, musicista, sceneggiatore e produttore discografico italiano.

## Biografia
Simone Borrelli inizia molto presto gli studi recitativi presso il Teatro Stabile di Calabria diretto da Geppy Gleijeses e Alvaro Piccardi, con cui inizia a lavorare come attore sin dall'età di 16 anni.
Si diploma giovanissimo (a poco più di 20 anni) presso la Scuola di Teatro "Alessandra Galante Garrone" di Bologna, nel 2004 riceve il premio Giusto Monaco alla vocazione dell'attore e in seguito approfondisce i suoi studi cinematografici con insegnanti/membri dell'Actors Studio di New York e della New York Film Academy.
Lavora in Cinema, Teatro e Televisione con, tra gli altri, registi quali Gabriele Salvatores, Guido Chiesa, Carmine Elia, Gianpaolo Tescari, Lucio Gaudino, Vittorio Franceschi, Giovanni Pampiglione, Francesco Marino, Marina Malfatti, Lindsay Kemp, Eimuntas Nekrošius, Nikolaj Karpov, Susan Batson, Marilyn Fried, Steven Berkoff, Pierre Byland.
Nella Stagione 2008/2009 è tra i protagonisti, nel ruolo di Mauro Morbello, della serie Tv RAI in 18 puntate Terapia d'urgenza e di Quo vadis, baby? di Gabriele Salvatores e Guido Chiesa per Sky Cinema.
Nel 2011 interpreta Ivan nel nuovo cast della seconda stagione della fictionmediaset Anna e i cinque, per la regia di Franco Amurri.
In teatro per la regia di Arturo Cannistrà, per i progetti speciali di Aterballetto nel 2006 è protagonista di Amadè - nel ruolo di Wolfgang Amadeus Mozart in occasione del 250º anniversario della nascita del compositore per il Teatro Comunale di Bologna.
Nel 2007 nelle vesti di attore e danzatore è invece protagonista della tournée di Sinfonia per la regia e coreografia di Silvia Traversi (Folkwang Hochschule di Pina Bausch e Carolyn Carlson Company)
Dal 2009 scrive e produce X tutta la notte e Giselle, tratti da VENERDÌ SERA, primo progetto in Italia che incastra attraverso la penna di un unico artista un album musicale, dei videoclip cinematografici concatenati tra loro, un film, un libro e un Live che unisce la performance di diverse arti e artisti internazionali (Danza, musica, cinema, teatro).
Nel 2009 è ospite della trasmissione RAI - Trebisonda.
Nella stagione 2009-2010 è testimonial ufficiale della campagna pubblicitaria Better-Lottomatica per la Movie Magic International.
Nel 2010 è al fianco di Treat Williams interpretando il ruolo di Andrea nel film L'estate di Martino di Massimo Natale, con il quale partecipa in concorso al Festival Internazionale del Film di Roma.
Nel 2011 scrive la sceneggiatura del film Venerdì Sera collegato all'omonimo progetto musicale con cui prende parte al Premio Solinas.
Dal 2012 è Mario, il tecnico della macchinetta, uno dei nuovi protagonisti della quinta stagione della sitcom Camera Café, tuttora in onda su Italia 1, Netflix e nelle reti Mediaset.
Nel 2014 scrive, dirige e interpreta, Eddy, film internazionale contro la violenza sui minori (di cui è anche autore e interprete della colonna sonora), che riceve il riconoscimento di Film Ufficiale dei diritti umani 2015 per il Consiglio d'Europa. Unitamente a ciò, il premier e la Presidenza del Consiglio dei ministri decidono di concedere a lui e a Eddy il proprio sostegno ufficiale, riconoscendolo come film italiano di altissimo rilievo sociale, culturale e artistico in ambito Internazionale.
Tradotto e sottotitolato in oltre dieci lingue, il film, sostenuto anche dal MIUR, Unicef, Medici Senza Frontiere e Amnesty International, e uscito nel 2015, è stato proiettato nei 47 Paesi Europei Membri del Consiglio d'Europa e nelle principali capitali di stato del mondo.
Il 24 settembre 2015 viene premiato dall'American Cinematheque (Oscar Academy Award e Golden Globe) scelto ad aprire con Eddy lo Starring Europe - European Film Festival al Grauman's Egyptian Theatre di Hollywood (Los Angeles) conquistando pubblico e critica.
Da lì parte un tour mondiale in cui Simone Borrelli, grazie al suo film fa il giro dei cinque continenti, vince oltre 20 premi internazionali ed è ospite delle più prestigiose università del mondo, tra cui la Stanford University, UC Berkeley e la UCLA.
Viene invitato ad aprire il 60º anniversario dell'adesione dell'Italia alle Nazioni Unite.
Il Tour, in cui Simone Borrelli accompagna la proiezione dal film con una performance live con l'orchestra della colonna sonora da lui composta e interpretata, prende il nome di "Eddy Tour" che ad oggi conta circa 90 date, di cui 11 sold-out, raggiungendo oltre 200.000 spettatori.
Nel 2016 riceve il “Premio Speciale” della XVII edizione del Premio Fedeli dal SIULP, sindacato italiano della Polizia di Stato ed è eletto "Personaggio dell'anno" della Città di Crotone.
Il 3 Luglio 2019 pubblica il singolo L'Amor, distribuito dalla Universal Music Group. 
Oltre ad averne scritto musiche e testi, averlo interpretato ed averne curato produzione e arrangiamenti, incidendo tutti gli strumenti, idea e realizza il primo videoclip a livello mondiale costituito interamente da sole GIF che in soli 20 giorni raggiungono oltre 40 Milioni di views. (Attualmente oltre 325 Milioni)
Nel 2020 scrive, dirige e interpreta il videoclip Il Cammino dell'anima di Angelo Branduardi di cui cura anche la supervisione artistica alla regia del suo ultimo tour europeo tratto dall'omonimo album.
Nel 2023 diventa testimonial della nuova campagna Mulino Bianco nostalgia, con un film dedicato agli anni 80 per Publicis.

## Filmografia

### Cinema
- Una volta sola, mai più, regia di Nicola Parolini (2009)
- L'estate di Martino, regia di Massimo Natale (2010)
- Eddy, regia di Simone Borrelli - cortometraggio (2015)
- Nevia, regia di Nunzia De Stefano (2019)
- Ultras, regia di Francesco Lettieri (2020)
- L'amore non si sa, regia di Marcello Di Noto (2021)

### Televisione
- Quo vadis, baby?, regia di Gabriele Salvatores e Guido Chiesa (2008)
- Terapia d'urgenza, regia di Carmine Elia, Gianpaolo Tescari, Lucio Gaudino (2008-2009)
- Anna e i cinque - seconda serie, regia di Franco Amurri (2010-2011)
- Camera Café, regia di Fabrizio Gasparetto (2011-2012)
- Sei donne - Il mistero di Leila, regia di Vincenzo Marra (2023)

### Videoclip
- X tutta la notte (2010)[6] regia di Simone Borrelli e Nicola Parolini
- Niente di diverso (2016)[22] regia di Simone Borrelli
- Survive (2018) regia di Simone Borrelli
- L'amor (2019) regia di Simone Borrelli
- Il cammino dell'anima di Angelo Branduardi (2020) regia di Simone Borrelli

### Spot pubblicitari
- 2009-2010 Better/Lottomatica, regia di Gigi Cassano
- Una grande famiglia, regia di Roberto Urbani (2019)
- Mulino Bianco, regia di Margherita Ferri (2023)

## Teatro
- Romeo e Giulietta di William Shakespeare (2000)
- Antigone di Sofocle (2001)
- Il signore va a caccia di Georges Feydeau (2002)
- Pericolosamente di Eduardo De Filippo (2002)
- La patente di Luigi Pirandello (2002)
- Sogno di una notte di mezza estate di William Shakespeare (2003)
- La guerra di Troia non si farà di Jean Giraudoux (2002)
- Il malato immaginario di Molière(2005)
- Tingel Tangel di Karl Valentin (2005)
- Spoon River e L'amica di nonna speranza di Edgar Lee Masters e Guido Gozzano (2006)
- Viaggio nella città di Zeta di Cesare Zavattini e Vittorio Franceschi(2006)
- Lo straniero (monologo) di Albert Camus (2006)
- Il bugiardo di Carlo Goldoni (2006)
- Loro (They) di Stanisław Ignacy Witkiewicz (2006)
- Anonimo Veneziano di Giuseppe Berto regia di Simone Borrelli (2007)
- Oceano Mare di Alessandro Baricco regia di Simone Borrelli (2008)
- Eddy Tour di Simone Borrelli (2015-2022)

## Discografia

### Album studio
- Venerdì Sera
- Eddy - Original Movie Soundtrack (2016)

### Singoli
- X tutta la notte - (2009)
- Giselle - (2009)
- Il giorno di Natale -  (2012)
- Niente di diverso - Eddy - Original Movie Soundtrack -  (2016)
- L'amor - (2019)